# Selección de fútbol sub-23 de Samoa
La selección de fútbol sub-23 de Samoa es el equipo representativo de dicho país en las competiciones de la categoría. Su organización está a cargo de la Federación de Fútbol de Samoa, miembro de la OFC y la FIFA.
Participó en solo dos ediciones del Torneo Preolímpico de la OFC.

## Estadísticas

### Torneo Preolímpico de la OFC
| Año                      | Fase              | Posición          | PJ                | PG                | PE                | PP                | GF                | GC                |
| ------------------------ | ----------------- | ----------------- | ----------------- | ----------------- | ----------------- | ----------------- | ----------------- | ----------------- |
| Fiyi 1991                | Sin participación | Sin participación | Sin participación | Sin participación | Sin participación | Sin participación | Sin participación | Sin participación |
| Australia 1996           | Sin participación | Sin participación | Sin participación | Sin participación | Sin participación | Sin participación | Sin participación | Sin participación |
| Nueva Zelanda 1999       | Primera ronda     | 5º                | 3                 | 1                 | 0                 | 2                 | 5                 | 7                 |
| Austr. y N. Zelanda 2004 | Primera ronda     | 6º                | 4                 | 1                 | 1                 | 2                 | 5                 | 14                |
| Fiyi 2008                | Sin participación | Sin participación | Sin participación | Sin participación | Sin participación | Sin participación | Sin participación | Sin participación |
| Nueva Zelanda 2012       | Sin participación | Sin participación | Sin participación | Sin participación | Sin participación | Sin participación | Sin participación | Sin participación |
| Papúa Nueva Guinea 2015  | Sin participación | Sin participación | Sin participación | Sin participación | Sin participación | Sin participación | Sin participación | Sin participación |
| Total                    | 2/7               | 7°                | 7                 | 2                 | 1                 | 4                 | 10                | 21                |

### Juegos del Pacífico
Esta tabla contabiliza solamente los torneos desde que se juega con selecciones Sub-23.
| Año                     | Fase              | Posición          | PJ                | PG                | PE                | PP                | GF                | GC                |
| ----------------------- | ----------------- | ----------------- | ----------------- | ----------------- | ----------------- | ----------------- | ----------------- | ----------------- |
| Papúa Nueva Guinea 2015 | Sin participación | Sin participación | Sin participación | Sin participación | Sin participación | Sin participación | Sin participación | Sin participación |
| Total                   | 0/1               | 0°                | 0                 | 0                 | 0                 | 0                 | 0                 | 0                 |

### Juegos Olímpicos
Esta tabla contabiliza solamente los torneos desde que se juega con selecciones Sub-23.
| Año                 | Fase              | Posición          | PJ                | PG                | PE                | PP                | GF                | GC                |
| ------------------- | ----------------- | ----------------- | ----------------- | ----------------- | ----------------- | ----------------- | ----------------- | ----------------- |
| Barcelona 1992      | Sin participación | Sin participación | Sin participación | Sin participación | Sin participación | Sin participación | Sin participación | Sin participación |
| Atlanta 1996        | Sin participación | Sin participación | Sin participación | Sin participación | Sin participación | Sin participación | Sin participación | Sin participación |
| Sídney 2000         | No se clasificó   | No se clasificó   | No se clasificó   | No se clasificó   | No se clasificó   | No se clasificó   | No se clasificó   | No se clasificó   |
| Atenas 2004         | No se clasificó   | No se clasificó   | No se clasificó   | No se clasificó   | No se clasificó   | No se clasificó   | No se clasificó   | No se clasificó   |
| Pekín 2008          | Sin participación | Sin participación | Sin participación | Sin participación | Sin participación | Sin participación | Sin participación | Sin participación |
| Londres 2012        | Sin participación | Sin participación | Sin participación | Sin participación | Sin participación | Sin participación | Sin participación | Sin participación |
| Río de Janeiro 2016 | Sin participación | Sin participación | Sin participación | Sin participación | Sin participación | Sin participación | Sin participación | Sin participación |
| Total               | 0/7               | 0°                | 0                 | 0                 | 0                 | 0                 | 0                 | 0                 |